# Cujubim
Cujubim là một đô thị thuộc bang Rondônia, Brasil. Đô thị này có diện tích 3864 km², dân số năm 2007 là 13857 người, mật độ 3,59 người/km².